# Theodor Fontane-Arbeitsstelle
Die Theodor Fontane-Arbeitsstelle ist eine unabhängige Forschungseinrichtung in Göttingen, an der verschiedene Editionen des Werks von Theodor Fontane interdisziplinär erarbeitet und koordiniert werden. Die Arbeitsstelle wurde im Januar 2010 von Gabriele Radecke gegründet. Sie gehört zum Lehrstuhl von Heinrich Detering an der Georg-August-Universität Göttingen.

## Ausstattung
Laut der Website der Arbeitsstelle ist aktuell (2023) Maren Ermisch als wissenschaftliche Mitarbeiterin in Göttingen tätig. Dazu kommen fünf assoziierte Mitarbeiter an anderen Universitäten. 17 Personen werden als ehemalige Mitarbeiter angegeben (ehemalige wissenschaftliche Mitarbeiter und Hilfskräfte), darunter auch die Gründerin Gabriele Radecke.
Die Arbeitsstelle verfügt über eine Bibliothek, die an den OPAC der Niedersächsischen Staats- und Universitätsbibliothek Göttingen angeschlossen ist.
Die Arbeitsstelle wird finanziert aus Geldern des Leibnizpreises der Deutschen Forschungsgemeinschaft sowie aus weiteren DFG-Drittmitteln und Drittmitteln der Fritz Thyssen Stiftung.

## Projekte

### Große Brandenburger Ausgabe
Die Theodor Fontane-Arbeitsstelle erarbeitet als Herausgeber mit einem interdisziplinären Team folgende Abteilungen der Großen Brandenburger Ausgabe (GBA) der Werke Theodor Fontanes:
- Das autobiographische Werk
- Das reiseliterarische Werk
- Briefe (in Planung)

Die Arbeit an der GBA-Abteilung Das kritische Werk wurde bereits abgeschlossen: Die kommentierte Neuedition der Theaterkritiken Fontanes erschien 2018 in vier Bänden. Die Theaterwissenschaftliche Sammlung der Universität zu Köln und das Stadtmuseum Berlin waren als Kooperationspartner beteiligt.

### Fontanes Notizbücher
Hybrid-Edition (digitale Edition und Buch-Edition) von Theodor Fontanes 67 Notizbüchern. Mit Unterstützung durch die virtuelle Forschungsumgebung TextGrid.

### Briefwechsel mit Theodor Storm
Die kritische und kommentierte Neuedition des Briefwechsels zwischen Theodor Fontane und Theodor Storm (2011 abgeschlossen). In Zusammenarbeit mit dem Theodor-Storm-Archiv in Husum.

## Weitere Aktivitäten
Gabriele Radecke bot ab 2012 in Göttingen ein Master-Oberseminar zum Thema Begriffe und Methoden der Editionspraxis an, ferner einen Workshop  an der Universität Münster (2015) und eine Vorlesung zum Thema Literatur und ihre Vermittlung (2016). Vor allem im Fontane-Jahr 2019 veranstalteten sie und ihre Mitarbeiter an verschiedenen Orten zahlreiche Lesungen und Vorträge. Die Theodor Fontane-Arbeitsstelle arbeitete im Fontane-Forum mit, das sich insbesondere um die Gestaltung des Fontane-Jahrs 2019 kümmerte.

## Zusammenarbeit
Die Fontane-Arbeitsstelle arbeitet unter anderem mit den folgenden Institutionen zusammen:
- Arbeitsgemeinschaft für germanistische Edition
- Deutsches Textarchiv (die Arbeitsstelle stellt dem Deutschen Textarchiv Texte Fontanes aus ihrer editorischen Arbeit zur Verfügung)
- Göttingen Centre for Digital Humanities
- Landesgeschichtliche Vereinigung für die Mark Brandenburg e. V.
- Münchener Zentrum für Editionswissenschaft
- Niedersächsische Staats- und Universitätsbibliothek Göttingen
- Staatsbibliothek zu Berlin (Stiftung Preußischer Kulturbesitz)
- Stiftung Stadtmuseum Berlin (das Stadtmuseum Berlin verfügt über einen großen Fontane-Nachlass)
- Theodor-Fontane-Archiv
- Theodor Fontane Gesellschaft

## Publikationen
- 2011: Theodor Storm – Theodor Fontane. Der Briefwechsel. Kritische Ausgabe. Hrsg. von Gabriele Radecke. Erich Schmidt Verlag, Berlin, ISBN 978-3-503-12280-6.
- 2014: Theodor Fontane: Von Zwanzig bis Dreißig. Autobiographisches. Hrsg. von der Theodor Fontane-Arbeitsstelle, kommentiert von  Wolfgang Rasch. Aufbau Verlag, Berlin (Große Brandenburger Ausgabe – Das autobiographische Werk, Bd. 3)
- 2016: Theodor Fontane: Jenseit des Tweed. Bilder und Briefe aus Schottland. Hrsg. von Maren Ermisch in Zusammenarbeit mit der Theodor Fontane-Arbeitsstelle, Universität Göttingen. Aufbau Verlag, Berlin (Große Brandenburger Ausgabe – Das reiseliterarische Werk, Bd. 2)
- 2018: Theodor Fontane: Theaterkritik 1870–1894. Vier Bände, hrsg. von Debora Helmer und Gabriele Radecke. Aufbau Verlag, Berlin, ISBN 978-3-351-03737-6.